# نرغسي غوزنان (لوداب)
نرغسي غوزنان (بالفارسية: نرگسی گوزنان) هي قرية تقع في إيران في قسم لوداب الريفي. يقدر عدد سكانها بـ 24 نسمة بحسب إحصاء 2016.